# Let Love Be Love
"Let Love Be Love" er en julesang skrevet af den danske sangskriver og producer Remee. Sangen er fremført af Juice, S.O.A.P., Christina Undhjem, og Remee. "Let Love Be Love" udkom som single i 1998 på Universal Music og Sony Music.
Sangen var ifølge Koda den anden mest spillede julesang på dansk radio i perioden 2008-2012. I december 2013 modtog singlen guld for 900.000 streams.

## Baggrund
"Let Love Be Love" er skrevet til Remees datter, som et råd til hende i livet:
| Citat | 'Let Love Be Love' handler om at omfavne livet og lade det ske. At turde drømme og at turde slippe sin frygt i virkeligheden, ikke? No matter what you do you'll do just right in my eyes. At der er nogen, der tror på dig lige meget, hvor lidt du selv gør. At der er nogen, der elsker dig, én der elsker dig. | Citat |
|       | |       |

Det var sangerinderne på sangen dog ikke klar over ved indspilningen, fandt først ud af det flere år senere.

## Spor
- CD single (1998)

1. "Let Love Be Love" – 4:53

- CD single (1999)

1. "Let Love Be Love" (original version) – 4:51
2. "Let Love Be Love 99'" (R&B cut) – 5:10
3. "Let Love Be Love 99'" (club radio) – 3:55
4. "Let Love Be Love 99'" (club extended) – 7:01
5. "Let Love Be Love (Around the Tree)" (instrumental) – 4:56

## Medvirkende
| De medvirkende på sangen er: - Remee – sangskriver, producer, arrangement, vocal producer, vokal, strygerarrangement - The Shack – arrangement, keyboard, trommeprogrammering - Peter Biker – vokal producer, mixer - Peter Iversen – mixer, tekniker - Maria Hamer (en) – vokal - Eve Louise Horne – vokal - Anne Rani – vokal - Christina – vokal - Line – vokal - Heidi – vokal - Susanne Carstensen – baggrundsvokal - Jimmy Ray – baggrundsvokal | - Tue Röh – strygerarrangement, Fender Rhodes - Jakob "Jack" Christensen – bas - Jonas Krag – guitar - Nis Bøgvad – tekniker - Kenneth Kikkenborg – tekniker - Christian Skriver – tekniker - Jacques Pedersen – tekniker - Lehnert Kjeldsen – mastering - Søren Rasted – yderligere arrangement - Claus Norreen – yderligere arrangement - Chief 1 – yderligere arrangement |

## Hitlister
| Hitliste (2007-18)     | Højeste placering |
| ---------------------- | ----------------- |
| Danmark (Track Top-40) | 16                |